# 華盛頓海軍工廠槍擊事件

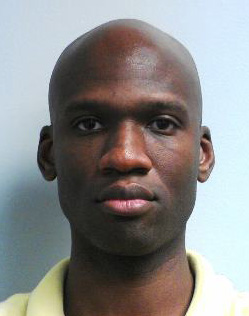
嫌疑人Aaron Alexis

華盛頓海軍工廠槍擊事件是美國一處海軍營區的槍擊案。造成13人死亡，另有10餘人受傷，其中3人重傷。事發地點為海上系統司令部（NAVSEA），約於早上8:20發生於基地內的197號建築。
該事件是僅次於2009年11月陸軍胡德堡槍擊案後，死亡人數第二多的美軍基地內部槍擊事件。也是繼2001年九一一事件後華盛頓首都圈內死亡人數第二多的大規模謀殺案。

## 事件經過
目擊者指出，槍手上午八時進入五層樓高NAVSEA大樓，從四樓對著包括一家玻璃帷幕餐廳濫射，後來再朝因聽見槍聲而逃竄員工掃射。警方隨即趕到現場，加入基地警衛圍捕兇手，稍後特種武器和戰術部隊(SWAT)進入辦公室，現場間歇傳出槍聲。事發後大批救護車、警車湧入街道、直升機盤旋上空，附近學校關閉，雷根國家機場一度停飛，安全人員加強其他聯邦機構建物維安，參議院也取消開會。

## 兇手
執法人員確認一名被擊斃死亡的嫌疑人，為來自德克薩斯州沃思堡，今年34歲的阿龍·亞歷克西斯（Aaron Alexis），2007年參加海軍，之後升為海軍航空電子下士，2011年因涉嫌武器犯罪在德克薩斯州沃思堡被逮捕，之後獲不榮譽退伍處分。後來曾任軍方的民間承包商雇員，他可能使用了另外一人的證章進入了海軍基地。槍擊案後，亞歷克西斯被警方射殺。警方曾一度表示還在搜尋另外兩名槍手，當經過徹底搜查後，確信槍手只有亞歷克西斯一人。
亞歷克西斯曾獲頒勳章，信奉佛教、常打禪冥想，在部分朋友眼中是和善、沉靜的人，但他因親歷九一一事件造成創傷後壓力症候群而有情緒問題，過去有過兩次暴怒開槍紀錄。亞歷克西斯退伍後在沃斯堡一家泰國餐廳工作，曾到泰國學了一些泰語。部分友人形容亞歷西斯「很友善」，很驚訝他會犯下如此重大槍擊案，他的父親也說「十分震驚」。羅德島州警方8月就曾警告海軍，亞歷克西斯疑似幻聽、精神狀況有問題，但兇嫌對警方的報案內容是有3個人跟蹤他，他住的旅館牆壁有人對他講話，以及遭到低頻電磁波或微波攻擊騷擾，讓他無法入睡。當局對通行證審查的品質更引起質疑。另有報導指亞歷克西斯去年初前往泰國旅遊時，結識當地一名女子，但女友拒絕和他返美生活，讓他十分沮喪，也可能是導致他大開殺戒的導火線。

## 後續
美國國防部長哈格爾9月18日即下令檢討全球美軍基地安全措施，白宮也將檢討聯邦政府承包商標準。哈格爾宣布檢討全球美軍設施的安全態勢及安檢程序，並將成立專責委員會。五角大廈公布報告則顯示，海軍官員為降低開支而未能透過強制性全國犯罪與恐怖份子資料庫，審查國防承包商雇員紀錄，已被定罪的重罪犯得以在未經授權情況下，例行性進入海軍設施。白宮發言人傑·卡尼則說，美國總統歐巴馬將聽取司法部長霍爾德和聯邦調查局局長科米等國安幕僚有關這起槍擊案的簡報。美國海軍則下令檢討所有海軍與陸戰隊基地的安全，海軍部長雷·馬布斯(Ray Mabus)下令檢討美國所有基地。
由於亞歷克西斯進入海軍工廠大開殺戒時，出示的是有效通行證及合法購得槍枝，敦促提高通行證審查品質的呼聲再起。聯邦調查局表示，亞歷克西斯因任職於國防承包商而持有海軍工廠通行證，但由於負責審核的美國人事管理局資料庫龐雜，管理多達兩百萬個人資料、範圍涵蓋一百多個聯邦機構，調查標準難以維持，可能因此未注意到亞歷克西斯有精神問題取消許可。五角大廈發言人說，海軍2008年判定亞歷克西斯符合取得機密情報的標準，而這種較低層級的許可通常效期是10年。國防部督察長辦公室公布的資料也顯示，海軍官員為降低開銷，未能透過強制性全國犯罪與恐怖份子資料庫正確審查國防包商雇員紀錄，導致52名定罪罪犯得以進入海軍設施，軍事人員、家屬、文職人員和設施的安全風險大增。